# Mallorca Open
Il Mallorca Open è stato un torneo femminile di tennis che si gioca a Maiorca in Spagna. Ha fatto parte della categoria International dal 2016 al 2019 e si è giocato su campi in erba del Santa Ponsa Tennis Club.

## Albo d'oro

### Singolare
| Anno | Campionessa          | Finalista            | Punteggio           |
| ---- | -------------------- | -------------------- | ------------------- |
| 2019 | Sofia Kenin          | Belinda Bencic       | 6(2)–7, 7–6(5), 6–4 |
| 2018 | Tatjana Maria        | Anastasija Sevastova | 6–4, 7–5            |
| 2017 | Anastasija Sevastova | Julia Görges         | 6–4, 3–6, 6–3       |
| 2016 | Caroline Garcia      | Anastasija Sevastova | 6–3, 6–4            |

### Doppio
| Anno | Campionesse                                        | Finaliste                                       | Punteggio        |
| ---- | -------------------------------------------------- | ----------------------------------------------- | ---------------- |
| 2019 | Kirsten Flipkens Johanna Larsson                   | María José Martínez Sánchez Sara Sorribes Tormo | 6–2, 6–4         |
| 2018 | Andreja Klepač María José Martínez Sánchez (2)     | Lucie Šafářová Barbora Štefková                 | 6–1, 3–6, [10–3] |
| 2017 | Chan Yung-jan Martina Hingis                       | Jelena Janković Anastasija Sevastova            | Walkover         |
| 2016 | Gabriela Dabrowski María José Martínez Sánchez (1) | Anna-Lena Friedsam Laura Siegemund              | 6–4, 6–2         |

## Record

### Singolare

#### Maggior numero di successi in singolare per nazionalità
| Pos. | Nazione     | Titoli | Edizioni |
| ---- | ----------- | ------ | -------- |
| 1    | Francia     | 1      | 2016     |
| 1    | Lettonia    | 1      | 2017     |
| 1    | Germania    | 1      | 2018     |
| 1    | Stati Uniti | 1      | 2019     |